# Steneby församling
Steneby församling är en församling i Dalslands kontrakt i Karlstads stift och i Bengtsfors kommun och utgör ett eget pastorat.  
Den föregicks av en församling med detta namn som 2010 uppgick i Steneby-Tisselskogs församling.

## Administrativ historik

### Före 2010
Församlingen har medeltida ursprung. Strax efter 1531 införlivades Noreby församling. Den 14 oktober 1761 utbröts Billingsfors bruksförsamling som återgick i denna församling 1872.
Den 1 januari 1955 överfördes till Steneby församling från Laxarby församling ett område omfattande en areal av 7,78 km², varav 4,52 km² land, och med 239 invånare. Inom området låg den del av orten Billingsfors som tidigare legat i Laxarby församling.
Församlingen var till 2010 moderförsamling i pastoratet Steneby, Bäcke, Ödskölt och Tisselskog som mellan 1761 och 1872 även omfattade Billingfors församling och till 1 maj 1867 Ärtemarks församling. Församlingen uppgick 2010 i Steneby-Tisselskogs församling i Steneby pastorat.

### Efter 2022
Församlingen återuppstod 2022 genom en namnändring av Steneby-Tisselskogs församling samtidigt som Bäcke-Ödskölts församling införlivades. Församlingen utgör ett eget pastorat.

## Kyrkor
- Billingsfors kyrka
- Dals-Långeds kyrka
- Steneby kyrka

även från 2022
- Tisselskogs kyrka
- Bäcke kyrka
- Ödskölts kyrka